# Seida (Tulkarem)
Seida (àrab: صيدا, Ṣaydā) és una vila palestina de la governació de Tulkarem, a Cisjordània, 20 kilòmetres al nord-est de Tulkarem. Segons l'Oficina Central Palestina d'Estadístiques, tenia 3.436 habitants el 2016.